# Liste der Monuments historiques in Aubepierre-sur-Aube
Die Liste der Monuments historiques in Aubepierre-sur-Aube führt die Monuments historiques in der französischen Gemeinde Aubepierre-sur-Aube auf.

## Liste der Immobilien
| Bezeichnung                    | Beschreibung | Standort                      | Kennzeichnung | Schutzstatus   | Datum     | Bild           |
| ------------------------------ | --- | ----------------------------- | ------------- | -------------- | --------- | -------------- |
| Kloster Longuay                | Zisterzienserkloster, 1102 gegründet, 1791 aufgelöst; Südflügel der Klosteranlage, 12. Jahrhundert, im 19. Jahrhundert zum Schloss umgebaut; mit Taubenturm | nordwestlich des Ortes (Lage) | PA52000038    | Inscrit Classé | 2016 2019 | weitere Bilder |
| Zehntscheune                   | ehemaliger Konversenbau des Klosters Longuay, 12. Jahrhundert                                                                                               | nordwestlich des Ortes (Lage) | PA00078938    | Inscrit        | 1925      |                |
| Kirche Assomption-de-la-Vierge | um 1550 erbaut | Rue de l’Etre (Lage)          | PA00078940    | Inscrit        | 1928      | weitere Bilder |

## Liste der Objekte
| Bezeichnung                                        | Beschreibung                                                   | Standort                                     | Kennzeichnung | Schutzstatus | Datum | Bild |
| -------------------------------------------------- | -------------------------------------------------------------- | -------------------------------------------- | ------------- | ------------ | ----- | ---- |
| Reliquienbüste Heiliger Malachias                  |                                                                | in der Kirche Assomption-de-la-Vierge (Lage) | PM52001945    | Inscrit      | 2019  |      |
| Gemälde Kreuzabnahme                               | Ölfarbe auf Leinwand, 17. Jahrhundert; nach Anthonis van Dyck  | in der Kirche Assomption-de-la-Vierge (Lage) | PM52000033    | Classé       | 1978  |      |
| Gemälde Mariä Heimsuchung                          | Ölfarbe auf Leinwand, 17. Jahrhundert; nach Peter Paul Rubens  | in der Kirche Assomption-de-la-Vierge (Lage) | PM52000040    | Classé       | 1978  |      |
| Reliquienbüste Heiliger Mamas                      |                                                                | in der Kirche Assomption-de-la-Vierge (Lage) | PM52001946    | Inscrit      | 2019  |      |
| Reliquienbüste Heiliger Victorius                  |                                                                | in der Kirche Assomption-de-la-Vierge (Lage) | PM52001947    | Inscrit      | 2019  |      |
| Kruzifix                                           | aus dem 17. Jahrhundert                                        | in der Kirche Assomption-de-la-Vierge (Lage) | PM52001948    | Inscrit      | 2019  |      |
| Skulpturengruppe Heiliger Josef mit Jesusknaben    |                                                                | in der Kirche Assomption-de-la-Vierge (Lage) | PM52001950    | Inscrit      | 2019  |      |
| Relief Madonna, umgeben von Symbolen der Litaneien | Kalkstein, Mitte des 16. Jahrhunderts                          | in der Kirche Assomption-de-la-Vierge (Lage) | PM52000028    | Classé       | 1963  |      |
| Gemälde Anbetung der Könige                        | Ölfarbe auf Leinwand, 17. Jahrhundert; nach Peter Paul Rubens  | in der Kirche Assomption-de-la-Vierge (Lage) | PM52000030    | Classé       | 1978  |      |
| Gemälde Mariä Verkündigung                         | Ölfarbe auf Leinwand, 17. Jahrhundert                          | in der Kirche Assomption-de-la-Vierge (Lage) | PM52000031    | Classé       | 1978  |      |
| Gemälde Marientod                                  | Ölfarbe auf Leinwand, 17. Jahrhundert; nach Rembrandt van Rijn | in der Kirche Assomption-de-la-Vierge (Lage) | PM52000034    | Classé       | 1978  |      |
| Gemälde Darstellung Mariens im Tempel              | Ölfarbe auf Leinwand, 17. Jahrhundert                          | in der Kirche Assomption-de-la-Vierge (Lage) | PM52000037    | Classé       | 1978  |      |
| Reliquienbüste Heiliger Bernhard                   |                                                                | in der Kirche Assomption-de-la-Vierge (Lage) | PM52001944    | Inscrit      | 2019  |      |
| Hauptaltar                                         | Altartisch und Retabel; Stein, 17. Jahrhundert                 | in der Kirche Assomption-de-la-Vierge (Lage) | PM52000029    | Classé       | 1965  |      |
| Gemälde Beschneidung des Herrn                     | Ölfarbe auf Leinwand, 17. Jahrhundert; nach Hendrick Goltzius  | in der Kirche Assomption-de-la-Vierge (Lage) | PM52000032    | Classé       | 1978  |      |
| Gemälde Der zwölfjährige Jesus im Tempel           | Ölfarbe auf Leinwand, 17. Jahrhundert; nach Marten de Vos      | in der Kirche Assomption-de-la-Vierge (Lage) | PM52000035    | Classé       | 1978  |      |
| Gemälde Christi Geburt                             | Ölfarbe auf Leinwand, 17. Jahrhundert                          | in der Kirche Assomption-de-la-Vierge (Lage) | PM52000036    | Classé       | 1978  |      |
| Gemälde Rast auf der Flucht nach Ägypten           | Ölfarbe auf Leinwand, 17. Jahrhundert; nach Frédéric Barroche  | in der Kirche Assomption-de-la-Vierge (Lage) | PM52000038    | Classé       | 1978  |      |
| Gemälde Johannes auf Patmos                        | Ölfarbe auf Holz, zweite Hälfte des 16. Jahrhunderts           | in der Kirche Assomption-de-la-Vierge (Lage) | PM52000039    | Classé       | 1978  |      |
| Gemälde Mariä Himmelfahrt                          | Ölfarbe auf Leinwand, 17. Jahrhundert; nach Peter Paul Rubens  | in der Kirche Assomption-de-la-Vierge (Lage) | PM52000041    | Classé       | 1978  |      |
| Skulptur Heiliger Desiderius                       |                                                                | in der Kirche Assomption-de-la-Vierge (Lage) | PM52001949    | Inscrit      | 2019  |      |